# William Atcheson Stewart
Pour les articles homonymes, voir William Stewart et Stewart.
William Atcheson Stewart  (26 février 1915-8 décembre 1990) est un homme politique provincial canadien de l'Ontario. Membre du Parti progressiste-conservateur, il représente la circonscription de Middlesex-Nord de 1957 à 1975 et sert comme ministre dans les gouvernements de Leslie Frost, John Robarts et Bill Davis

## Biographie
Né à Denfield dans le comté de Middlesex en Ontario, Stewart entame sa carrière politique à la faveur d'une élection partielle en 1957 organisée en raison du décès du député Thomas L. Patrick. Il sera par la suite réélu en 1959, 1963, 1967 et en 1971.
En 1960, Leslie Frost le nomme ministre sans portefeuille dans son cabinet. L'année suivante, le nouveau premier ministre John Robarts le nomme ministre de l'Agriculture (en) et il y demeure dans le cabinet de Bill Davies jusqu'à sa retraite en 1975.

## Après la politique
En 1983, il remplace Pauline McGibbon comme quatrième chancelier de l'Université de Guelph et avait reçu un doctorat honorifique de cette université en 1976. En 1988, il est inscrit au Temple canadien de la renommée agricole.